# Militärverwaltung
Militärverwaltung (Nederlands: Militaire bestuur) is een civiel bestuur van de strijdkrachten.

## Voorbeelden

### Historisch

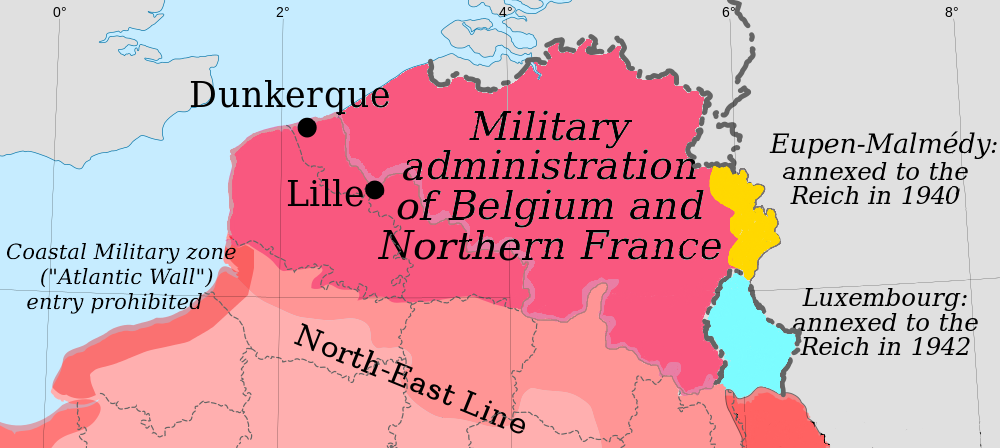
België en Noord-Frankrijk na de Slag om Frankrijk.

- In het Pruisische leger zorgde de intendance voor de infrastructuur en logistiek.
- Oostenrijk-Hongarije onderhield zijn Militärverwaltung in Servië.
- Vanaf november 1915 tot juli 1918 was er een Ober-Ost, aan het Oostfront waar alle vooraanstaande gebieden van de Generalstab van de Opperbevelhebber Oost.
- In de Tweede Wereldoorlog onderhield de Wehrmacht een Militärverwaltung voor de bezette gebieden, België, Balticum, Frankrijk, Italië, Joegoslavië, Montenegro, Polen, Noorwegen en Roemenië.

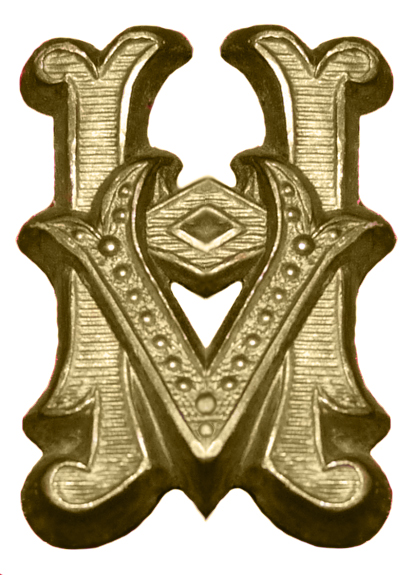
Het HV (Heeresverwaltung) gele metalen embleem.

### Tegenwoordige tijd
- Rusland (en daarvoor Sovjet-Unie) hadden in de tweede helft van de 16e eeuw een Militärverwaltung.
- De Bundeswehrverwaltung is een van de grootste agentschappen in de Bondsrepubliek Duitsland.